# Bartolomejska noć
Bartolomejska noć (naziva se i "krvavim pariškim pirom") označava noć uoči dana svetog Bartolomeja (24. kolovoza 1572. godine) kada je francuska kraljica Katarina Medici organizirala pokolj istaknutih hugenota (francuskih protestanata) koji su izvršili katolici, a po naredbi svog sina Karla IX., tadašnjeg kralja Francuske.
Karlo IX. je bio pod velikim utjecajem svoje majke Katarine Medici i pokolj se trebao dogoditi već 15. kolovoza na dan vjenčanja njegove sestre Margarete Valois (katolkinje) s Henrikom III., hugenotskim kraljem Navarre (budućim francuskim kraljem Henrikom IV.). To je bila zgoda kad su se trebali naći svi najistaknutiji hugenoti na jednom mjestu, a potaknuti navodnim smirivanjem sukoba tim političkim vjenčanjem. U Parizu je pogubljeno 3.000 hugenota. Masakr se od Pariza proširio po cijeloj Francuskoj i u narednih nekoliko mjeseci je ubijeno oko 25.000 hugenota.
Nakon tih događaja, preživjelim hugenotima su preostala samo dva rješenja: ili se pokatoličiti ili se odseliti iz Francuske (velik njihov broj je otišao u današnju kanadsku pokrajinu Quebec).
U umjetnosti su temu bartolomejske noći, između ostalih, obradili Alexandre Dumas stariji i Prosper Merimee.